# Hermann Hirt
Hermann Alfred Hirt, nascut el 19 desembre de 1865 a Magdeburg i va morir el 12 de setembre de 1936 a Giessen era filòleg i indoeuropeísta alemany.

## Trajectòria
Hirt va escriure en mètrica alemanya (Untersuchungen zur westgermanischen Verskunst, 1889), editat el Parerga de Schopenhauer (1890), i dedicat a la filologia indoeuropea, on cursa els seus estudis sobre l'estrès, l'escriptura Der indogermanische Accent (1895) i Der indogermanische ablaut, vornehmlich en seinem Verhältnis zur Betonung (1900). Hirt, fou professor de la Universitat de Leipzig, va fer contribucions valuoses a la Indogermanische Forschungen de Burgmann i Streitberg en la morfologia de les terminacions dels esdeveniments. El 1902 es va publicar Handbuch der griechischen Laut-und Formenlehre, el primer volum d'una sèrie de manuals que indoeuropea era l'editor. Va ser l'autor de Indogermanische Grammatik, publicat en set volums entre 1921 i 1937 Hirt va fer contribucions fonamentals a l'estudi de l'accent i ablaut de l'idioma protoindoeuropeu.

## Obra
- Hirt H (1895).  Der indogermanische Akzent. Estrasburg: Trübner.
- Hirt H (1900).  Der ablaut indogermanische, vornehmlich en seinem Verhältnis zur Betonung. Estrasburg: Trübner.
- Hirt H (1902).  Handbuch der griechischen Laut-und Formenlehre (2a ed., 1912). Estrasburg: Trübner.
- Hirt H (1905-1907).  Die Indogermanen. Ihre Verbreitung, ihre Heimat und ihre Kultur (2 vols.) Estrasburg: Trübner.
- Hirt H (1909).  Étymologie neuhochdeutschen der Sprache. München: Beck (2a ed, 1921.).
- Hirt H (1921-1937).  Indogermanische Grammatik (7 vols.) Heidelberg: Winter.
- Hirt H (1931-1934).  Handbuch des Urgermanischen (3 vols). Heidelberg: Winter.
- Hirt H (1939).  Hauptprobleme der indogermanischen Sprachwissenschaft. HRSG. bearbeitet von und H. Arntz. Halle: Niemeyer.
- Hirt H (1940).  Indogermanica. Über Forschungen Sprache und Geschichte Alteuropas. Halle: Niemeyer.